# Celina (obwód Stara Zagora)
Celina (bułg. Целина, do 1951 Kuza) – wieś w południowej Bułgarii, w obwodzie Stara Zagora, w gminie Czirpan.